# Saint-Marcel-lès-Sauzet
För andra betydelser, se Saint-Marcel.
Saint-Marcel-lès-Sauzet är en kommun i departementet Drôme i regionen Auvergne-Rhône-Alpes i sydöstra Frankrike. Kommunen ligger i kantonen Marsanne som tillhör arrondissementet Nyons. År 2022 hade Saint-Marcel-lès-Sauzet 1 231 invånare.

## Befolkningsutveckling
Antalet invånare i kommunen Saint-Marcel-lès-Sauzet
Referens:INSEE